# Cheliomyrmex morosus
Cheliomyrmex morosus är en myrart som först beskrevs av Smith 1859.  Cheliomyrmex morosus ingår i släktet Cheliomyrmex och familjen myror. Inga underarter finns listade i Catalogue of Life.

## Bildgalleri

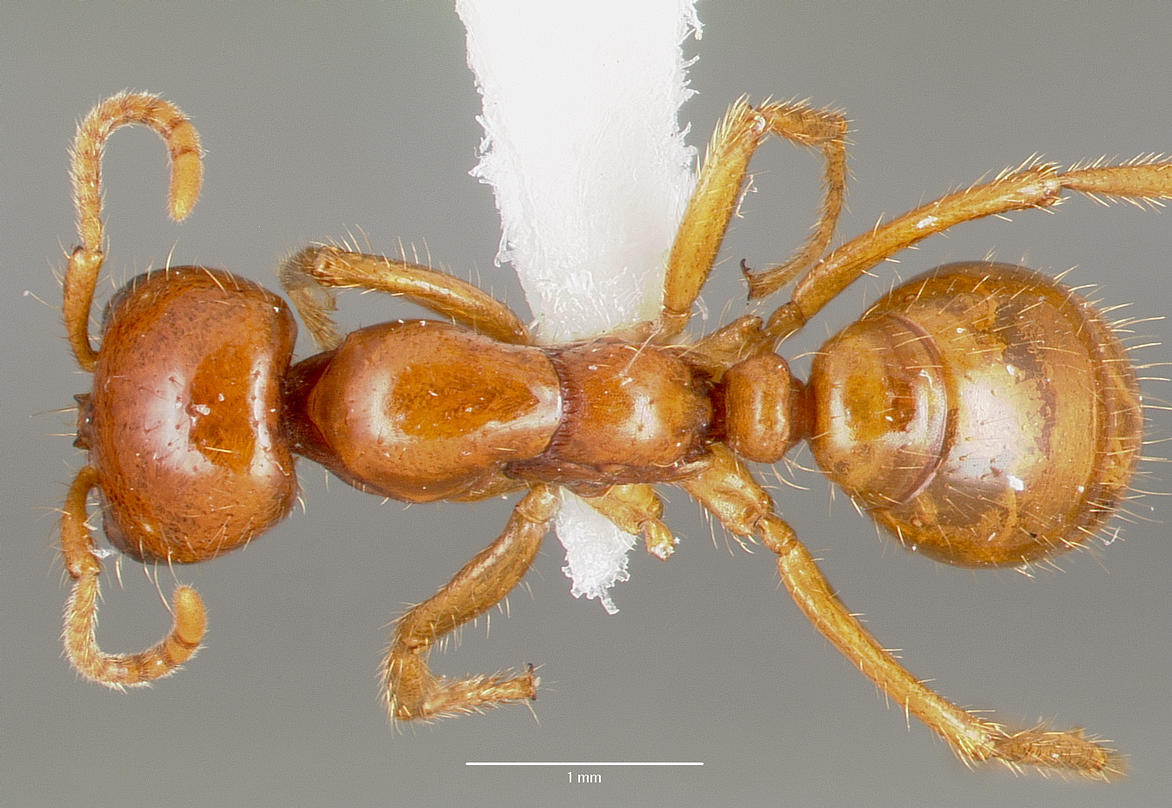
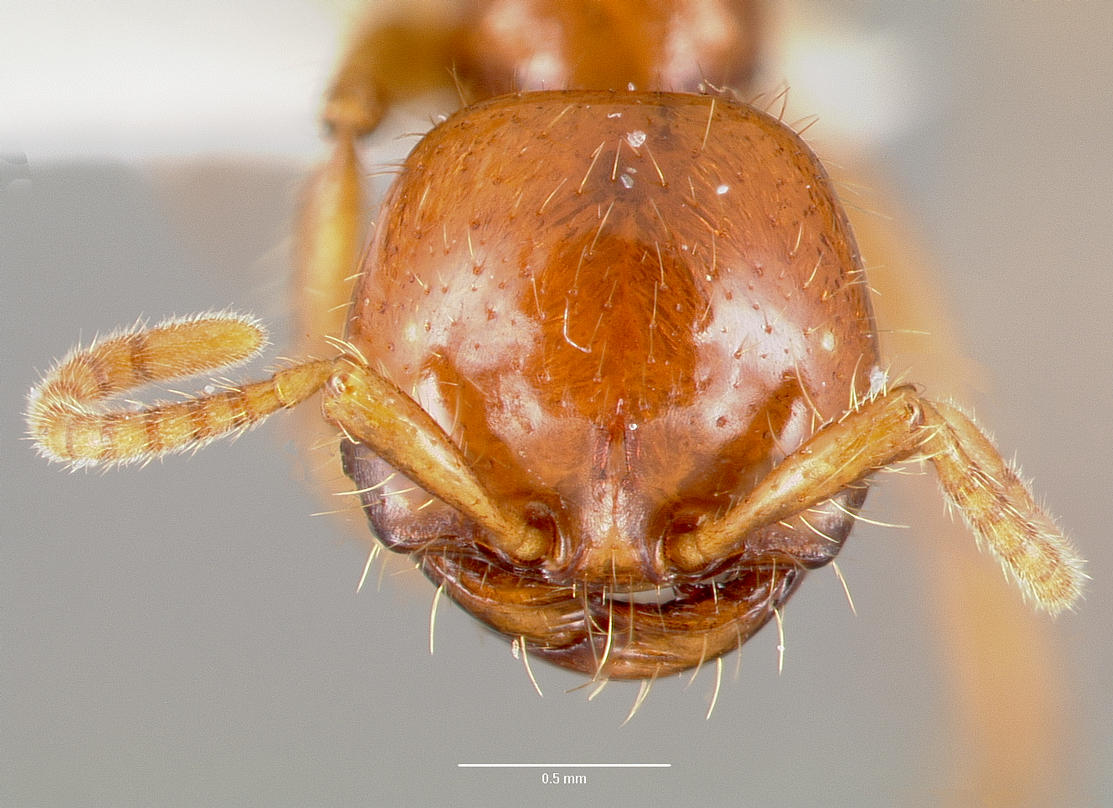
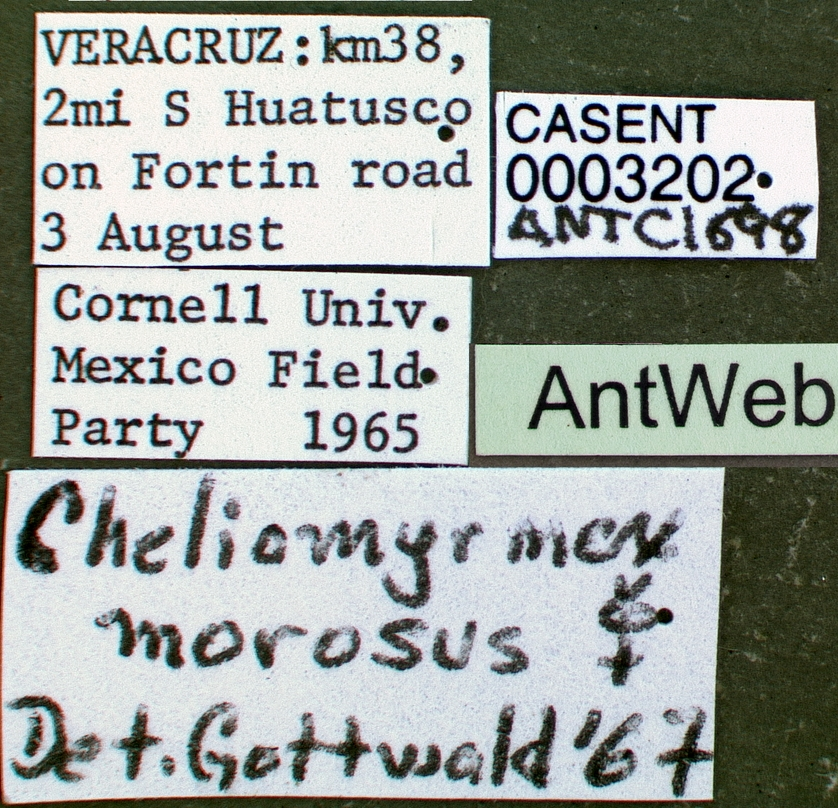
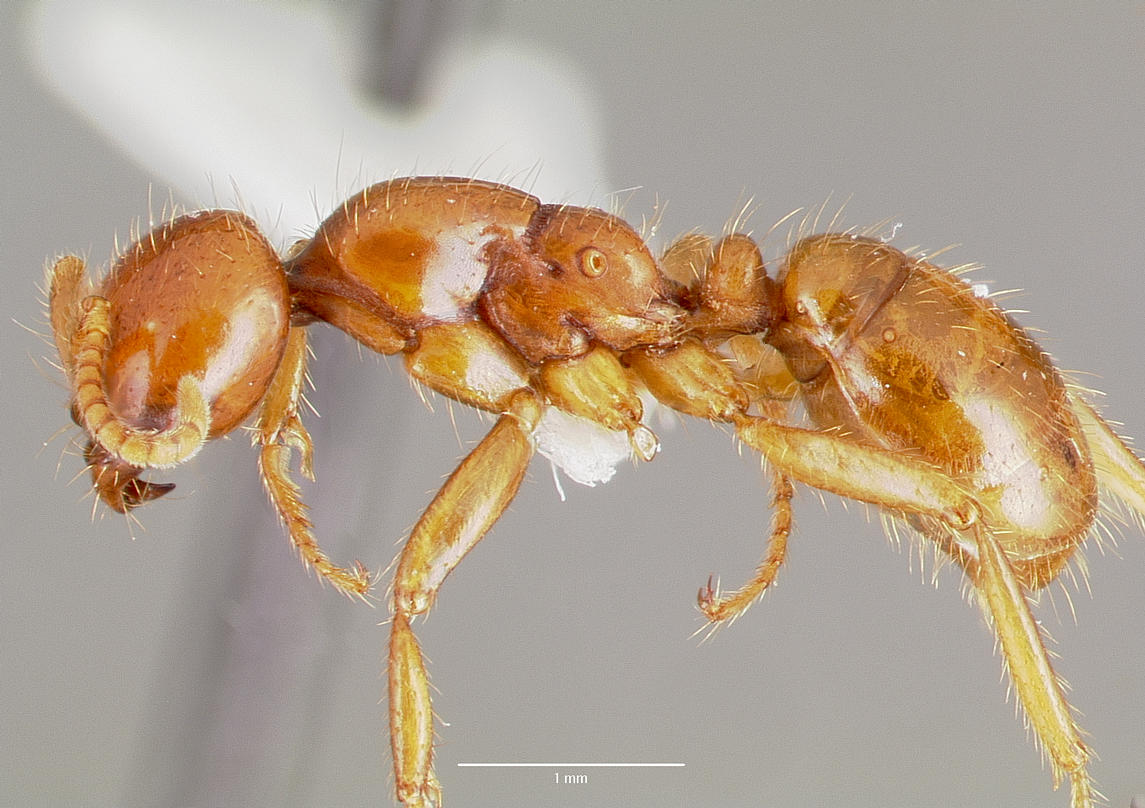